# Rojneativka (Vîsoki Bairakî), Kirovohrad
Rojneativka (în ucraineană Рожнятівка) este un sat în comuna Vîsoki Bairakî din raionul Kirovohrad, regiunea Kirovohrad, Ucraina.

## Demografie
Componența lingvistică a localității Rojneativka
     Ucraineană (95,08%)
     Rusă (4,92%)
Conform recensământului din 2001, majoritatea populației localității Rojneativka era vorbitoare de ucraineană (95,08%), existând în minoritate și vorbitori de rusă (4,92%).